# Nawabganj (Gonda)
Nawabganj és una ciutat i municipi del districte de Gonda a Uttar Pradesh a 26° 52′ N, 82° 08′ E / 26.87°N,82.13°E. Al cens del 2001 consta amb 16.085 habitants.

## Història
Fou el centre d'una pargana al tahsil de Tarabganj (districte de Gonda) amb 368 km² i una població el 1881 de 68.511 habitants, en gran part tinguda en talukdari, sent els principals terratinents la maharani Subaho Kunwar (vídua del maharajà Man Singh), Raja Krishan Datt Ram de Sinha Chanda, i Mahant Har Charan Das de Basantpur. La ciutat fou fundada per Shuja al-Dawla al segle xviii com un mercat per assegurar provisions en les seves caceres, esdevenint el principal mercat de gra de la regió. La població de la ciutat era de 8.373 habitants el 1881. La població tenia 23 temples hindús i 3 musulmans i era un llarg carrer amb botigues a cada costat.